# Stav östra
Stav östra är en bebyggelse öster om Tungelsta och nordost om småorten Mildensborg i Västerhaninge socken i Haninge kommun, Stockholms län. Bebyggelsen avgränsades 2015 av SCB som en separat småort.